# Долгопяты
Долгопя́ты (лат. Tarsius) — род приматов. Впервые описаны в 1769 году. До недавнего времени все представители семейства Tarsiidae включались в этот род, однако в 2010 году было предложено разделить это семейство на три рода. Род долгопятов делится как минимум на три вида.
Все виды долгопятов внесены в Красную книгу Международного союза охраны природы.

## Классификация
Ранее долгопятов относили к устаревшему подотряду полуобезьян, сегодня их рассматривают как одно из семейств сухоносых обезьян (Haplorhini). В эоцене и олигоцене существовало близкое к долгопятам семейство под названием Omomyidae, представители которого обитали в Евразии и Северной Америке. Они считаются предками долгопятов.
Различают от трёх до восьми видов долгопятов. В то время, как пять из них могут считаться подвидами, бесспорным видовым статусом обладают:
- Tarsius dentatus — долгопят диана[6]
- Tarsius fuscus
- Tarsius lariang
- Tarsius pelengensis
- Tarsius pumilus — карликовый долгопят
- Tarsius sangirensis
- Tarsius tarsier — восточный долгопят[7]
- Tarsius tumpara
- Tarsius wallacei
- Tarsius spectrumgurskyae
- Tarsius supriatnai

## Распространение
Долгопяты обитают в тропических лесах Юго-Восточной Азии, на Больших Зондских островах (кроме о. Ява), прежде всего на островах Суматра, Калимантан (Борнео), Сулавеси, на Филиппинах и многих прилегающих островах.

## Характеристика
Долгопяты — небольшие зверьки, их рост составляет от 8 до 16 см. При этом голый хвост с кисточкой на конце достигает длины от 13 до 27 см. Масса варьируется от 80 г до 150 г. Туловище худощавое. Шерсть мягкая, шелковистая. Окраска спины варьируется от серовато- до красновато-бурой. Брюхо светлое. Их особо выделяет удлинённый пяточный отдел стопы, давший название роду. Конечности пятипалые. Пальцы длинные, тонкие, с подушечками на концах.
Крупная округлая голова, сидящая на позвоночнике более вертикально, чем у остальных представителей рода обезьян, и способная поворачиваться почти на 360°, сравнительно большой мозг, а также хороший слух. Долгопяты — единственные известные приматы, «общающиеся» на чистом ультразвуке. Они могут слышать звуки c частотами до 90 кГц и кричать на частотах около 70 кГц. Зубная формула: резцов 2/1, клыков 1/1, предкоренных 3/3, коренных 3/3, всего 34 зуба.
Пальцы чрезвычайно длинные, снабжённые на концах утолщениями, как бы присосками, облегчающими лазанье по деревьям, уши круглые и голые. Мягкая шерсть имеет коричневый или сероватый оттенок. Однако, наибольшее внимание во внешнем облике долгопята привлекают большие глаза диаметра до 16 мм, которые обращены вперёд больше, чем у остальных приматов. В пересчёте на человеческий рост глаза долгопятов по размеру соответствуют яблоку. Кроме того, их огромные жёлтые глаза светятся в темноте. Огромный зрачок способен сильно сокращаться.
Хорошо развитые лицевые мышцы позволяют животному гримасничать.

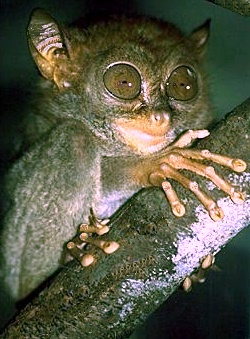

## Поведение
Долгопяты активны главным образом ночью. Они живут на деревьях в лесах, прячась днём в густой растительности. Умеют очень ловко лазать по деревьям и далеко перепрыгивать с дерева на дерево. Передвигаясь по земле, с помощью длинных задних ног совершают прыжки до 170 см в длину и до 160 см в высоту, отбрасывая задние конечности назад, подобно лягушке или кузнечику. Хвост они используют как балансир.
Как правило, долгопяты — одиночки; в живой природе особей могут разделять километры, и они очень ревностно относятся к защите своей территории. Наибольший шанс встретить самку с самцом вместе представляется в период полнолуния в декабре-январе, когда у них брачный период. В специально созданных заповедниках долгопяты уживаются в небольших группах (до 4 особей).

## Питание
Основная пища долгопятов — насекомые, помимо них они едят небольших позвоночных и яйца птиц. Долгопяты — единственные приматы, питающиеся исключительно животной пищей. Своё умение прыгать они используют для ошеломления добычи. За день долгопят может принимать пищу, масса которой составляет около 10 % его собственной массы.

## Размножение
В помёте 1 детёныш. Период беременности у долгопятов довольно длинный (около 6 месяцев), детёныш появляется на свет уже хорошо развитым, зрячим, с массой тела 24-30 граммов. Сначала он прицепляется к животу матери, или же она переносит его, взяв зубами за загривок. Через 7 недель он переходит от молока к мясной пище. Половой зрелости молодые долгопяты достигают в возрасте 11 месяцев. Продолжительность жизни самого старого известного долгопята составила 14 лет (в неволе).

## Долгопяты и люди
Главной угрозой для долгопятов является разрушение их жизненной среды. Кроме того, на них всё ещё охотятся из-за их мяса. Попытки приручить долгопятов и сделать из них домашних питомцев не имеют успеха и ведут, как правило, к смерти животного через короткое время. Долгопят не может привыкнуть к неволе; пытаясь убежать, он нередко разбивает голову о прутья клетки.

### Долгопяты в культуре и искусстве
В прошлом долгопяты играли большую роль в мифологии и суевериях народов Индонезии. Индонезийцы думали, что головы долгопятов не прикреплены к телу (так как могут вращаться почти на 360°), и опасались встреч с ними, так как верили, что при контакте с этими существами подобная судьба может постичь и человека.
Филиппинцы считали долгопятов домашними животными лесных ду́хов.
Долгопят упоминается в романе Александра Беляева «Властелин мира».
В аниме-сериале «Аниматрица» в серии «Принятый» (англ. Matriculated) ручной долгопят Малыш (англ. Baby) используется в качестве наблюдателя во время войны между людьми и машинами и способен наравне с людьми подключаться к программе симуляции реальности.
В аниме-сериале «Darling in the Franxx» Долгопят — представитель собрания Семи Мудрецов могущественной организации APE, являющийся законспирированным шпионом инопланетных захватчиков расы VIRM.
В компьютерной игре «Розовая пантера: фокус-покус» на острове Борнео фигурирует долгопят.